# Rezekne/Grivuli
Rezekne/Grivuli är en flygplats i Lettland.   Den ligger i kommunen Rēzeknes Novads, i den östra delen av landet, 190 km öster om huvudstaden Riga. Rezekne/Grivuli ligger 146 meter över havet.
Terrängen runt Rezekne/Grivuli är platt, och sluttar västerut. Runt Rezekne/Grivuli är det ganska glesbefolkat, med 21 invånare per kvadratkilometer. Närmaste större samhälle är Rēzekne, 10,3 km sydost om Rezekne/Grivuli. Omgivningarna runt Rezekne/Grivuli är en mosaik av jordbruksmark och naturlig växtlighet.